# انتقام ملوان زبل
انتقام ملوان زبل (به انگلیسی: Popeye’s Revenge) یک فیلم ترسناک و انتقام‌جویانه بریتانیایی محصول ۲۰۲۵ به نویسندگی هری باکسلی و کارگردانی ویلیام استید است. استیون مورفی، امیلی موگیلنر، کانر پاولز، دانیل رونالد و برونو کریان در این فیلم بازی می‌کنند. هنگامی که این شخصیت در ایالات متحده به مالکیت عمومی درآمد، او سوژه فیلم‌های ترسناکی شد، مانند: همین فیلم، ملوان زبل: مرد قاتل و الوارهای لرزان که همگی محصول سال ۲۰۲۵ می‌باشند.

## داستان
ملوان زبل که در اینجا دوباره به عنوان یک قاتل زنجیره‌ای خشن تصور می‌شود، گروهی از مشاوران را در حالی که سعی می‌کنند یک کمپ تابستانی را در منطقه‌ای که توسط روح ملوان زبل تسخیر شده است باز کنند، تعقیب می‌کند.

## انتشار
این فیلم در ۱۲ فوریه ۲۰۲۵ در فرانسه اکران شد و در ایالات متحده به صورت ویدیویی در ۱۳ فوریه ۲۰۲۵ منتشر شد، در پرایم ویدئو در ۱۹ فوریه ۲۰۲۵ تحت استودیو ای‌تی‌ان منتشر شد.

## بازخوردها
- جف یوینگ از کلادر به فیلم امتیاز ۳ از ۱۰ داد و نوشت: اجراها تقریباً در سراسر صفحه ناسازگار هستند، و ترکیب صدا باعث می‌شود برخی خطوط درک را دشوار کند.[۱۲]
- کرگ آرچر از مووی‌وب به این فیلم امتیاز ۱ به ۵ داد.[۱۳]